# Sèrbia i Montenegro al Festival d'Eurovisió de Joves Músics
Sèrbia i Montenegro va debutar com a estat independent al Festival d'Eurovisió de Joves Músics 2006, a Viena, Àustria.
Després del referèndum d'independència de Montenegro, des del 2007 Sèrbia i Montenegro tenen la possibilitat de participar en l'esdeveniment com a dos estats separats. De fet, el primer va debutar l'any 2008 (única participació sèrbia), mentre que Montenegro no ha expressat mai el desig de participar en la competició.

## Participacions
Llegenda
| Any  | Seu   | Artista         | Instrument | Final                | Semifinal |
| ---- | ----- | --------------- | ---------- | -------------------- | --------- |
| 2006 | Viena | Marija Godjevac | Piano      | No es va classificar | -         |